# Llengua mandea
El mandeu és la llengua pròpia del poble mandeu, el qual és oriünd de l'Orient Mitjà. Els seus prop de 70.000 adherents al món estan familiaritzats amb la versió clàssica d'aquest antic idioma, ja que es conserva en la seva literatura sagrada i, a la data, se segueix usant en la litúrgia de les comunitats religioses que viuen en l'actual Iran i l'Iraq (particularment en el sud), i com a immigrants, en altres parts del món, principalment als Estats Units.
No obstant això, encara que severament amenaçada, existeix una variant moderna d'aquesta llenguq que ha anat evolucionant d'ençà de l'Antiguitat Tardana a partir de la llengua clàssica i ha arribat fins als nostres dies. Es tracta del mandeu modern, dialecte que es continua de parlar com a llengua materna per un escàs nombre de persones (potser unes 300 o 500) que avui dia solament habiten a Ahwaz, al Khuzestan, a l'Iran, sense comptar aquells que es troben a la diàspora.
Actualment, resten només dos subdialectes d'aquesta llengua que han estat prou documentats, el d'Ahwaz (Macuch 1965a, 1965b, 1989
i 1993
) i el de Khorramshahr (Häberl 2008).
, que són mútuament intel·ligibles, al punt que els parlants de qualsevol d'aquests negarien que existís cap diferencia entre els dos.
Tots els moderns parlants de mandeu són bilingües o, fins i tot, trilingües de les llengües dels seus veïns, àrabs i perses. La influència dels seus respectius idiomes (sobretot del persa) en el lèxic i la gramàtica del mandeu contemporani és considerable, especialment en el que es refereix a la morfologia dels substantius. Tanmateix, el mandeu modern guarda la gramàtica més conservadora del grup oriental de dialectes neoarameus, puix que manté l'antiga conjugació de "sufix" semita (o perfecta). Encara que la seva fonologia ha sofert diversos canvis, el més notable dels quals seria la pèrdua de les consonants guturals. D'altra banda, la seva escriptura es distingeix per l'ús de lletres per a representar vocals (vegeu alfabet mandeu).
Es classifica com un dialecte més de l'arameu modern, continu dialectal que comprèn diversos grups aïllats de llengües semítiques que s'estenen del llac Van i Urmia pel nord, fins al territori que hi ha entre Damasc i Ahwaz, pel sud. Moltes de les quals han arribat fins als nostres dies, havent evolucionat pel seu compte independentment de les altres al llarg del temps, pot ser que siguin mútuament inintel·ligibles o, fins i tot, considerar-se com a idiomes completament diferents. No obstant això, determinar la relació exacta entre diferents dialectes de l'arameu modern és una àrdua tasca, repleta de no pocs problemes que, a més, es complica a causa del fet que el nostre coneixement sobre aquestes llengües i la llur relació amb els dialectes arameus de l'antiguitat és insuficient.

## Classificació
El mandeu és un idioma semític nord-occidental de la subfamília aramea oriental, té estreta relació amb la llengua de les porcions aramees del Talmud de Babilònia i la dels textos i atuells d'encantament semites trobats per tota la Mesopotàmia. A més, també està relacionat amb el siríac, llengua litúrgica de diverses denominacions cristianes al llarg de tot el Mitjà Orienti que també pertany a la subfamília aramea oriental.

## Història
L'arameu va esdevenir la llengua franca de gran part del Creixent Fèrtil durant l'apogeu dels neoassiris (ca. 934 aC - 609 aC) i posteriorment dels aquemènides (576 aC - 330 aC), els qui el van adoptar com a llengua auxiliar tant per a la comunicació internacional com per a l'administració interna dels seus respectius imperis. Motiu pel qual gradualment va suplantar les llengües autòctones de tota la regió. No obstant això, a causa precisament de la seva extensa distribució geogràfica i a circumstàncies polítiques, no va trigar a escindir-se en dues subfamílies majors: la subfamília occidental, integrada pel palestí talmúdic, el palestí cristià i el samarità, i la subfamília oriental, la qual comprenia d'altra banda el babiloni tardà, el siríac i el mandeu. No obstant això, des de les seves albors, fins al període tardà gueònic del Talmud de Babilònia, va haver vigència d'un alt arameu, conegut ara com a arameu estàndard.
Encara que cap descendent directe de l'arameu del Talmud de Babilònia sobreviu avui, la majoria dels dialectes arameus parlats en l'actualitat pertanyen a la subfamília oriental, que inclou l'arameu modern central (muntanyès i sirià), nord-oriental (el major grup modern de l'arameu, al qual pertanyen diversos dialectes judeoarameus moderns i els dialectes dels cristians denominats assiris i caldeus) i al mandeu modern. L'únic supervivent que queda de la subfamília occidental és l'arameu modern occidental (siríac modern), parlat als pobles de Maalula, Bakha i Jubb Adin al nord-oest de Damasc. Però, de tots aquests dialectes, orientals o occidentals, únicament el mandeu modern pot considerar-se amb certesa com un successor directe d'un dels dialectes arameus registrats en l'Antiguitat Tardana. Raó per la qual és d'enorme valor en la reconstrucció de la història d'aquesta subfamília i de la relació exacta de parentiu entre els seus membres.
El mandeu modern originalment es va desenvolupar en tres subdialectes en els poblats de Shüshtar, shah Wali i Dezful al nord de Khuzestan, Iran. Però els mandeus van fugir d'aquests llocs durant la persecució esdevinguda en la dècada de 1880 i es van assentar a les ciutats de Ahwaz i Khorramxahr. Aquesta última es va ufanar d'albergar a la major població de parla mandea fins a la dècada de 1980, data en la qual va esclatar la Guerra Iran-l'Iraq, la qual va ocasionar que molts emigressin a altres llocs, quedant Ahwaz com l'única comunitat de parla mandea.

## Estudi
El primer intent per documentar aquest idioma es va tractar d'un glossari poliglota que incloïa una columna de vocables del dialecte mandeu de Bàssora, el qual va ser elaborat entorn de l'any 1650 per un missioner carmelita a qui Borgher
ha identificat com Mateu de San José. Aquest glossari tindria una influència perenne en les subseqüents generacions de mandeòlogues; i, fins i tot, seria consultat per Teodor Nöldeke
i Rudolf Macuch en la preparació de les seves gramàtiques i incorporat en el diccionari de Drower i Macuch de 1963.
No obstant això, cap text mandeu que es trobés íntegrament va ser publicat, sinó fins a principis del segle xx, quan de Morgan
va publicar cinc documents recopilats a l'Iran (transliterats i traduïts per Macuch). Per fortuna, les últimes dècades han vist un notable increment en el nombre de publicacions de mandeu disponibles als especialistes (Macuch 1965b, 1989 i 1993) i l'aparició d'una gramàtica descriptiva (Häberl 2008).

## Escriptura
El mandeu gairebé no s'escriu, però les poques vegades en què sí, ja sigui quan es fa servir en cartes personals o en els colofons amb què s'adscriuen els manuscrits, es recorre actualment a l'ocupació d'una versió modificada de l'escriptura clàssica com a mitjà d'escriptura.
Amb l'excepció de /ə/, totes les vocals es representen, però sense cap indicació de longitud o qualitat. La lletra ʕ de manera conseqüent representa qualsevol de les vocals epentètiques, ja sigui /ə/ o /ɛ/. A més, la lletra àrab ع ha estat inclosa per representar a la consonant fricativa faríngia sonora i l'oclusió glotal. Les lletres b, g, k, p, i t poden representar tant les oclusives: /b/, /ɡ/, /k/, /p/ i /t/; com les fricatives: /v/, /ʁ/, /χ/, /f/ i /θ/, respectivament; ja que abans, en principi, aquestes fricatives no eren fonemes diferenciats, sinó merament al·lòfons de les seves homòlogues oclusives després d'una vocal; però la regla de so que normava aquest canvi actualment ha desaparegut. L'ortografia del mandeu modern difereix de la clàssica per l'ús d'o per representar /w/, àdhuc de ser producte d'una antiga b de la llengua clàssica.
Com el mandeu modern inclou diversos fonemes que no es troben en el clàssic, a certes lletres de l'escriptura tradicional se'ls ha col·locat per sota una línia per poder representar a aquells. Així š representa /tʃ/, /ʒ/ o /dʒ/; d, /ðˤ/; i h, /ħ/. Les escoles privades mandees de l'Iran i Austràlia empren una versió d'aquesta mateixa escriptura amb algunes modificacions pedagògiques més.

## Fonologia
El mandeu té 35 fonemes diferents: 28 consonàntics i 7 vocàlics. Per a la major part de les quals, hi ha un grau relativament ampli de variacions al·lofòniques que el sistema de transcripció, que és fonemàtic, no representa; igual que com succeeix amb les assimilacions esporàdiques, supressions i altres tipus de detalls que són típics del parla immediata.

### Consonants
Del total de 28 consonants mandees, quatre són préstecs fonemàtics: les africades prepalatals č /tʃ/ i j /dʒ/, i les fricatives faríngies ʿ /ʕ/ i ḥ /ħ/, que es troben únicament en el vocabulari d'origen estranger, particularment àrab i persa. Però, a més d'aquestes, hi ha dues consonants faringalitzades (l'oclusiva alveolar sonora ḍ /ðˤ/ i la fricativa alveolar sonora ẓ /zˤ/) que solament es troben en un que un altre préstec lingüístic aràbic, per la qual cosa, donada la seva condició marginal, han estat omeses de la present taula.
A les consonants fricatives /f/, /v/, /χ/ i /ʁ/ se'ls assigna els valoris f, v, x i ġ, en comptes de p, ḇ, ḵ, i ḡ, en els vocables presos dels altres idiomes, a causa de la seva diferent distribució en tals paraules.
| Oclusives i africades: | Oclusives i africades: | Oclusives i africades: | Oclusives i africades: | Oclusives i africades: | Oclusives i africades: | Oclusives i africades: | Oclusives i africades: | Oclusives i africades: | Oclusives i africades: | Oclusives i africades: |
| Bilabials              | Labiodentals           | Interdentals           | Alveolars              | Prepalatales           | Palatals               | Vetllessis             | Uvulares               | Faríngies              | Glotales               |                        |
| ---------------------- | ---------------------- | ---------------------- | ---------------------- | ---------------------- | ---------------------- | ---------------------- | ---------------------- | ---------------------- | ---------------------- | ---------------------- |
| Sordes                 | p                      | t                      | tʃ (č)                 | k                      | q.॥॥                   |                        |                        |                        |                        |                        |
| Sonores                | b                      | d                      | dʒ (j)                 | ɡ                      |                        |                        |                        |                        |                        |                        |
| Emfàtiques             | tˤ                     |                        |                        |                        |                        |                        |                        |                        |                        |                        |
| Fricatives:            |                        |                        |                        |                        |                        |                        |                        |                        |                        |                        |
| Bilabials              | Labiodentals           | Interdentals           | Alveolars              | Prepalatales           | Palatals               | Vetllessis             | Uvulares               | Faríngies              | Glotales               |                        |
| Sordes                 | f (p / f)              | θ (ṯ)                  | s.॥॥                   | ʃ (š)                  | χ (ḵ / x)              | ħ (ḥ)                  | h                      |                        |                        |                        |
| Sonores                | v (ḇ)                  | z                      | ʁ (ḡ / ḡ)              | ʕ (ʿ)                  |                        |                        |                        |                        |                        |                        |
| Emfàtiques             | sˤ (ṣ)                 |                        |                        |                        |                        |                        |                        |                        |                        |                        |
| Sonorants:             |                        |                        |                        |                        |                        |                        |                        |                        |                        |                        |
| Bilabials              | Labiodentals           | Interdentals           | Alveolars              | Prepalatales           | Palatals               | Vetllessis             | Uvulares               | Faríngies              | Glotales               |                        |
| Nasals                 | m                      | n                      |                        |                        |                        |                        |                        |                        |                        |                        |
| Laterals               | l.॥॥                   |                        |                        |                        |                        |                        |                        |                        |                        |                        |
| Apicals                | r                      |                        |                        |                        |                        |                        |                        |                        |                        |                        |
| Aproximants            | w                      | j (i)                  |                        |                        |                        |                        |                        |                        |                        |                        |

### Vocals
El sistema vocàlic en el mandeu modern està compost per 7 vocals diferents, de les quals, sis: i /i/, o /o/, i /i/, o /o/, a /a/ i ā /ɒ/; són fonemes principals, i un: ə /ə/, marginal. Aquestes són distingibles per la seva qualitat i no per la seva quantitat. Tres de les principals, les vocals "febles" i, u i ā s'allarguen en síl·labes obertes accentuades com [iː], [oː] i [ɔː] o [ɒː]; /i/ i /o/ es pronuncien com [ɪ] i [ʌ], en qualsevol síl·laba tancada, ja sigui que estigui accentuada o no. I les altres 3 vocals prencipals, les vocals "fortes" o, i i a solament es presenten exclusivament en síl·labes obertes accentuades; /i/ es pronuncia com [ɛ], en síl·labes tancades; /a/ es pronuncia com [ɑ], en síl·labes tancades accentuades, i com [ɡ] o [æ] en les àtones. Però, la vocal que realment posseeix la més àmplia variació al·lofònica de totes, és la mitjana central (ə). Regularment es projecta, retreu, tanca o obre en concordança amb la vocal de la síl·laba que li segueix. Per exemple, quan és seguida de w, es tanca i retreu com [ʌ]; mentre que quan li recau accent en una síl·laba tancada, es projecta i obre com [ɛ].
| Anteriors                                   | Semianteriors                                     | Centrals                                          | Semiposteriores                                   | Posteriors                                        |                                                   |
| Tancades                                    | \| i • o ɪ • ʊ i • • o ə ɛ • ʌ • ɔ æ a • ɑ • ɒ \| | \| i • o ɪ • ʊ i • • o ə ɛ • ʌ • ɔ æ a • ɑ • ɒ \| | \| i • o ɪ • ʊ i • • o ə ɛ • ʌ • ɔ æ a • ɑ • ɒ \| | \| i • o ɪ • ʊ i • • o ə ɛ • ʌ • ɔ æ a • ɑ • ɒ \| | \| i • o ɪ • ʊ i • • o ə ɛ • ʌ • ɔ æ a • ɑ • ɒ \| |
| Gairebé tancades                            | \| i • o ɪ • ʊ i • • o ə ɛ • ʌ • ɔ æ a • ɑ • ɒ \| | \| i • o ɪ • ʊ i • • o ə ɛ • ʌ • ɔ æ a • ɑ • ɒ \| | \| i • o ɪ • ʊ i • • o ə ɛ • ʌ • ɔ æ a • ɑ • ɒ \| | \| i • o ɪ • ʊ i • • o ə ɛ • ʌ • ɔ æ a • ɑ • ɒ \| | \| i • o ɪ • ʊ i • • o ə ɛ • ʌ • ɔ æ a • ɑ • ɒ \| |
| Semicerradas                                | \| i • o ɪ • ʊ i • • o ə ɛ • ʌ • ɔ æ a • ɑ • ɒ \| | \| i • o ɪ • ʊ i • • o ə ɛ • ʌ • ɔ æ a • ɑ • ɒ \| | \| i • o ɪ • ʊ i • • o ə ɛ • ʌ • ɔ æ a • ɑ • ɒ \| | \| i • o ɪ • ʊ i • • o ə ɛ • ʌ • ɔ æ a • ɑ • ɒ \| | \| i • o ɪ • ʊ i • • o ə ɛ • ʌ • ɔ æ a • ɑ • ɒ \| |
| Mitjanes                                    | \| i • o ɪ • ʊ i • • o ə ɛ • ʌ • ɔ æ a • ɑ • ɒ \| | \| i • o ɪ • ʊ i • • o ə ɛ • ʌ • ɔ æ a • ɑ • ɒ \| | \| i • o ɪ • ʊ i • • o ə ɛ • ʌ • ɔ æ a • ɑ • ɒ \| | \| i • o ɪ • ʊ i • • o ə ɛ • ʌ • ɔ æ a • ɑ • ɒ \| | \| i • o ɪ • ʊ i • • o ə ɛ • ʌ • ɔ æ a • ɑ • ɒ \| |
| Semiabiertas                                | \| i • o ɪ • ʊ i • • o ə ɛ • ʌ • ɔ æ a • ɑ • ɒ \| | \| i • o ɪ • ʊ i • • o ə ɛ • ʌ • ɔ æ a • ɑ • ɒ \| | \| i • o ɪ • ʊ i • • o ə ɛ • ʌ • ɔ æ a • ɑ • ɒ \| | \| i • o ɪ • ʊ i • • o ə ɛ • ʌ • ɔ æ a • ɑ • ɒ \| | \| i • o ɪ • ʊ i • • o ə ɛ • ʌ • ɔ æ a • ɑ • ɒ \| |
| Gairebé obertes                             | \| i • o ɪ • ʊ i • • o ə ɛ • ʌ • ɔ æ a • ɑ • ɒ \| | \| i • o ɪ • ʊ i • • o ə ɛ • ʌ • ɔ æ a • ɑ • ɒ \| | \| i • o ɪ • ʊ i • • o ə ɛ • ʌ • ɔ æ a • ɑ • ɒ \| | \| i • o ɪ • ʊ i • • o ə ɛ • ʌ • ɔ æ a • ɑ • ɒ \| | \| i • o ɪ • ʊ i • • o ə ɛ • ʌ • ɔ æ a • ɑ • ɒ \| |
| Obertes                                     | \| i • o ɪ • ʊ i • • o ə ɛ • ʌ • ɔ æ a • ɑ • ɒ \| | \| i • o ɪ • ʊ i • • o ə ɛ • ʌ • ɔ æ a • ɑ • ɒ \| | \| i • o ɪ • ʊ i • • o ə ɛ • ʌ • ɔ æ a • ɑ • ɒ \| | \| i • o ɪ • ʊ i • • o ə ɛ • ʌ • ɔ æ a • ɑ • ɒ \| | \| i • o ɪ • ʊ i • • o ə ɛ • ʌ • ɔ æ a • ɑ • ɒ \| |
| i • o ɪ • ʊ i • • o ə ɛ • ʌ • ɔ æ a • ɑ • ɒ |                                                   |                                                   |                                                   |                                                   |                                                   |

Hi ha a més 5 diftongs, ey /ɛɪ/, ai /aɪ/, aw /aʊ/, āi /ɔɪ/ i āw /ɔʊ/. Els /aɪ/ i /aʊ/, que ja havien estat munoptongats en síl·labes tancades accentuades com a /i/ i /o/ en la llengua clàssica, ara ho estan en totes les síl·labes accentuades dels dialectes d'Ahwaz i Khorramxahr, sense prendre en compte els monoptongs importats en paraules d'origen estranger. Encara que cal assenyalar que la desaparició de diftongs sembla més avançada en el dialecte d'Ahwaz; compari's, per exemple, en Khorramxahr, gāw /gɔʊ/ 'en' amb gu /guː/ íd., d'Ahwaz. Però, també, està el cas en què a l'una la monoptongació del diftong /aɪ/ en síl·labes obertes accentuades, s'ha presentat la diftongació de la seva resultat /iː/ en /iɛ̆/ per als mateixos casos. Per exemple, el clàssic baita 'casa' s'ha transformat en bieṯā en la llengua moderna. I aquest canvi de so és ara habitual en tots dos dialectes contemporanis d'Ahwāz i Khorramxahr, encara que no es trobi en els textos sense publicació recopilats a l'Iraq per Drower, ni en Macuch 1989.

### Estructura sil·làbica
Les paraules mandees oscil·len en grandària de dues a cinc síl·labes. Cada síl·laba consta d'un principi (que és optatiu en síl·labes d'inici de paraula) i una rima. I la rima, al seu torn, es compon d'un nucli (normalment, una vocal o una consonant sil·làbica) acompanyat o no d'una coda. El principi i la coda que tanquen al nucli es tracten de consonants; però, mentre que el principi és obligatori per a tota síl·laba intermèdia, la coda és optativa per a tots els casos.
Donat el cas que un sufix pronominal enclític manqui del principi, aquell acaba per afegir-se a la síl·laba tancada accentuada de la paraula i la coda d'aquesta síl·laba es gemina integrant el principi de la síl·laba pronominal que ara li segueix. Quan una fricativa interdental sorda /θ/ sigui geminada segons aquest principi, el seu resultat és la doble consonant [χt] en comptes de l'esperat [θθ]. Per exemple, quan s'afegeixen els sufixos pronominals directament a la partícula existencial iṯ [ɛθ] (clàssic ‘it), aquesta regularment adopta la forma iḵt- [ɛχt]. Aquesta regla és la que afecta la conjugació del verb emṯ ~ moṯ (māyeṯ) ‘morir’, ex. emṯ ‘ell va morir’, no obstant això, emḵtat ‘ella va morir’; i, així mateix, la responsable de la forma moderna de la terminació abstracta -oḵtā (clàssic -uta).
Els tipus sil·làbics de V (ā [ɔ] ‘això’), VC (aḵ [ɑχ] ‘això’), CV (mu [mu] ‘que’) i CVC (tum [tum] ‘llavors') són els més comuns. Una mica menys freqüents que aquests són aquells que contenen grups consonàntics o vocàlics compostos, tals com VCC (ahl [ahl] ‘família’), CCV (klāṯā [ˈklɔː.θɔ] ‘tres'), CCVC (ṣṭānye [ˈstɔn.je] ‘ell és home’), CVCC (waxt [væχt] ‘temps'), CVVC (bieṯ [biɛ̆θ] ‘casa’) i, fins i tot, CVVCC (šieltḵon [ˈʃiɛ̆lt.χon] ‘us vaig preguntar’).
Els grups permissibles de consonants en mandeu s'agrupen en dos tipus: els que es troben en els extrems (al principi o al final d'una síl·laba) i els intermedis. Els primers estan estrictament limitats a certes combinacions fonemàtiques, mentre que els segons estan menys restringits, excepte algunes excepcions; de fet, el mandeu modern admet més possibles combinacions i de vegades, inclusivament, fins a tres consonants entre síl·laba. Els grups consonàntics que es componen d'una obstruent o silbant seguida d'una sonant o, bé, d'una silbant seguida d'una obstruent, són admesos tant en síl·labes finals com a inicials. No obstant això, els grups consonàntics que consisteixen d'una sonant i una obstruent o una sonant i una fricativa s'admeten solament a final de paraula. I amb la finalitat de separar aquells grups consonàntics inadmissibles, usualment s'insereix la /ə/ com una vocal anaptíctica. De ser una sonant el segon element en un grup consonàntic a final de paraula, aquest es descompon per silabació de la sonant. Un parell que de cap manera s'admet en mandeu és el de bilabial nasal /m/ amb vibrant alveolar /r/; motiu pel qual se sol col·locar entre aquestes dues l'oclusiva bilabial sonora /b/, ex. lákamri [ˈlɑ.kɑm.bri] ‘ell no ho va retornar’. I els grups de fricativa glotal sorda /h/ amb qualsevol altra consonant tampoc s'admeten, ni tan sols entre síl·laba; /h/, en general, aquí simplement s'elimina.

### Accentuació
L'accent recau preferentment sobre una vocal feble en una síl·laba tancada i la seva col·locació es considera a partir de la síl·laba final. Qualsevol síl·laba final que sigui tancada i posseeixi una vocal feble automàticament rep l'accent, ex. qəmahrəḇātu [qə.ˌmæh.rɛ.ˈwɔː.tu] ‘l'estàs destruint’. I si, cas contrari, la síl·laba final és oberta o conté una vocal forta, l'accent recau sobre la penúltima síl·laba, sempre que sigui tancada o contingui una vocal feble, ex. gaḇrā [ˈgæv.rɔ] ‘home’; d'una altra manera, l'accentuació recau en la síl·laba final, ex. əχal [a.ˈχɑl] ‘ell va menjar’. Però, en paraules de tres o més síl·labes, si ni l'última, ni penúltima síl·labes són tancades ni contenen vocals febles, llavors l'accent recau sobre l'antepenúltima síl·laba, ex. gaṭelnāḵon [ga.ˈtˤɛl.nɒ.ˌχon] ‘et mataré’. Això no prenent en compte que, a més, hi ha diversos morfemes que per regla general capten l'accentuació, com, per exemple, el morfema negatiu lá-, el qual fa que l'accent passi a la primera síl·laba del verb que és negat.
En el mandeu modern, les vocals en síl·labes obertes pretòniques són regularment subjectes a reducció, igual que com succeïa en la llengua clàssica i encara succeeix en els altres dialectes arameus.

## Gramàtica

### Substantiu
La morfologia dels substantius mandeus ha estat clarament influenciada a conseqüència del seu estret contacte amb la llengua persa; amén que el sistema clàssic d'estats ha quedat obsolet i únicament els seus vestigis subsisteixen en algunes formes arcaiques i construccions gramaticals. L'anterior es pot constatar que els més comuns morfemes inflexius associats amb els estats han estat reemplaçats per morfemes perses, entre els quals figuren: els morfemes plurals -ān, per a vocabulari vernacle i naturalitzat, i -(h)ā, per a paraules estrangeres; el morfema indefinit -i i el ezāfe. La fi aquest últim és determinar una relació entre dues substantius, amb propietats tals o adjectives, corresponent a una varietat de funcions generalment atributives o genitives. Encara que, actualment, es dona una conformitat entre els atributs tant del ezāfe persa, com del seu anàleg que existia en el mandeu. Quan un substantivo porta l'augment nominal –ā, aquest se sol apocopar davant un altre substantivo o adjectiu que segueixi immediatament expressant una relació genitiva o atributiva, ex. rabbā ‘capdavanter’ comparat amb rab Mandayānā ‘capdavantera dels mandeos' i kədāḇā ‘lliuro’ comparat amb kədāḇ Mandāyí ‘un llibre mandeo’.

#### Gènere i nombre
Malgrat el col·lapse del sistema d'estats i l'obsolescència del més comú morfema clàssic per a plural –ia, una part important de la morfologia dels substantius s'ha preservat, doncs molts dels plurals heteròclits clàssics del mandeu s'han mantingut. I malgrat que la gran majoria dels substantius masculins i femenins actualment es pluralitzen d'igual manera amb el morfema iranià -ān-, la gramàtica mandea continua fent distinció entre els dos gèneres. El morfema plural femení -(w/i)āṯ- és més comuna que aparegui en substantius flexionats explícitament amb el morfema singular femení -t-, no obstant això pugui també trobar-se en les formes plurals de molts substantius femenins no assenyalats com a tals en singular. D'altra banda, la major part dels préstecs forans es pluralitzen afegint-se'ls el morfema -(h)ā, si, bé, alguns conserven les formes en plural dels seus idiomes d'origen.

#### Identificabilitat i referencialitat
| Determinat     | Indeterminat | Genèric | Identificable                   | Significat |
| -------------- | ------------ | ------- | ------------------------------- | ---------- |
| barnāš-ā       | -            | +       | la gent / la persona            |            |
| barnāš-i       | -            | -       | una persona                     |            |
| barneš-ān-ā    | -            | +       | gent                            |            |
| barneš-ān-i    | -            | -       | algunes persones                |            |
| əl-barnāš-ā    | +            | +       | persona / persones              |            |
| əl-barnāš-i    | +            | -       | una persona (específica)        |            |
| əl-barnaš-ān-ā | +            | +       | gent (específica)               |            |
| əl-barnaš-ān-i | +            | -       | algunes persones (específiques) |            |

L'aparició dels morfemes indefinit i plural en el substantivo és donada principalment per les seves condicions pragmàtiques, relatives a la referencialitat i la identificabilitat del referent. La "referencialitat" es refereix a si el parlant fa referència a una entitat particular, específica, la qual per tant és referencial, o si l'entitat és designada com una indeterminada o genèrica i, per tant, no referencial. Els substantius referencials s'assenyalen explícitament en plural i quan compleixen amb la funció d'objecte, en aquest cas el seu morfema és l'enclític -əl, a més que els precedeix un sufix pronominal en el verb. El referent d'un substantivo sense morfema com barnāšā pot ser tant particular (‘la persona’) com a global (‘la gent’), però no indeterminat (‘una persona’). Mentre que, per una altra part, la "identificabilitat" d'un referent demostra si el parlant assumeix que aquell és identificable o no al receptor. El morfema indefinit –i indica que el referent no és ni genèric ni identificable, però que és ambigu tant si és específic (‘una persona particular’) com no específic (‘alguna persona’). Macuch (1965a, 207) va trobar que el morfema indefinit, originalment pres de les llengües iràniques, es trobava ja present en textos mandeus clàssics. Els substantius i adjectius modificats amb aquest morfema poden servir com a pronoms indefinits per representar referents indefinits, tal com passa amb enši ‘algú’ i mendi ‘alguna cosa’.

### Pronoms
Hi ha cinc tipus de pronoms en mandeu: pronoms personals (tant independents com a enclítics), demostratius, indefinits, interrogatius i relatius.

#### Personals
Els pronoms personals independents són optativament emprats per representar al subjecte d'un verb transitiu o intransitiu. Cada vegada que en les seves formes singulars es presenten davant el verb, la seva vocal final s'apocopa. I els pronoms personals enclítics estan en distribució complementària amb aquells; poden representar a fi d'un verb transitiu, un complement nominal, verbal o afegir-se a una frase preposicional, o, bé, indicar possessió sobre el substantivo. En substantius d'origen estranger, se'ls representa mitjançant el morfema –d-
. Juntament amb el substantivo napš- ‘un mateix’, així mateix, serveixen per compondre els pronoms reflexius. El mandeu té a més dos pronoms recíprocs, ham ‘cadascun' i hədādā ‘un més'.

#### Demostratius
Els pronoms demostratius mandeus es distingeixen en la deíxis de proximitat i llunyania en el singular, però no en el plural. Tampoc fan cap distinció per al gènere. El pronom demostratiu en plural de la deíxis de llunyania ahni ‘aquells' (forma clàssica hania) assumeix la funció d'un pronom demostratiu genèric en plural i, amb freqüència, també es fa servir en substitució del pronom independent de la tercera persona del plural. Els pronoms demostratius precedeixen al substantivo al que modifiquen, i en tal posició, la vocal final de les seves formes en singular s'apocopa, la qual cosa dona lloc a les anomenades formes ‘contextuals'. Ex., ā šeršānā ‘aquestes religions'. Observi que el demostratiu en plural no apareix en la forma contextual, en comptes d'això, es recorre a la forma en singular davant substantius en plural, el morfema terminal del qual és el que prou per indicar pluralitat per a tota la frase nominal. En mandeu hi ha també dos pronoms demostratius locatius, hənā / ehnā ‘aquí’ i ekkāḵ ‘allà’.
| Deixis de proximitat | Deixis de proximitat | Deixis de proximitat | Deixis de llunyania | Deixis de llunyania | Deixis de llunyania |
| Aïllat               | Contextual           | Significat           | Aïllat              | Contextual          | Significat          |
| āhā                  | ā                    | això                 | aḵo                 | aḵ                  | allò                |
| ahni                 | aquests              | ahni                 | aquells             |                     |                     |
| -------------------- | -------------------- | -------------------- | ------------------- | ------------------- | ------------------- |

#### Interrogatius
Els pronoms interrogatius s'usen per obtenir informació específica més enllà d'un simple sí o no com a resposta (cosa que, com en espanyol, pot aconseguir-se planament donant una entonació ascendent). Els pronoms interrogatius forçosament han d'anar al principi de l'oració interrogativa i, d'aquests, solament man ‘qui’ i mu ‘què’ poden substituir tant al subjecte com a fi de l'oració. Altres interrogatius en mandeu són elyā ‘on', hem ‘quin', hemdā ‘quan', kammā ‘com’, caṯkammā ‘quant’, mujur ‘com, de quina forma’ i qamu ‘per què’.

### Verb
El verb mandeu pot presentar-se en dos aspectes (perfectiu i imperfectiu), tres modes (indicatiu, subjuntiu i imperatiu) i tres veus (activa, mitjana i passiva). Com en els altres idiomes semítics, la majoria dels verbs mandeus es construeixen sobre una arrel triconsonàntica, i poden pertànyer a un o més dels set troncs verbals que són: el tronc-P o tronc principal, el tronc-D o tronc verbal denominatiu-transitivitzant, el tronc-C o tronc verbal causatiu i els troncs-tP, -tD i -tC, als quals se'ls prefixava el morfema de derivació t-, davant la primera consonant radical. Aquest morfema gairebé ha desaparegut de totes les arrels a excepció d'aquelles que posseeixen una silbant com a radical inicial, com iṣṭəḇā ~ iṣṭəḇi (emṣṭəḇi) ‘ser batejat’ del tronc-P o ištallam ~ ištallam (emštallam) del tronc-C, en què l'oclusiva i la silbant estan metatitzades. I al setè tronc, el tronc-Q (quàdruple), solament pertanyen aquells verbs les arrels dels quals són de quatre consonants.
Als verbs que comencen amb vocal en comptes de consonant se'ls denomina febles d'1.er tipus. No obstant això, els que comencen amb les aproximants w i i, susceptibles d'assimilació en la llengua clàssica, van ser modificats a semblança dels verbs forts. I quan alguna de les dos anteriors apareix com el segon o tercer radical d'una arrel consonàntica, pateix la general monoptongació de diftongs descrita anteriorment. I els verbs als quals afecta aquest fenomen se'ls coneix com a verbs febles de 2n i 3r tipus. Però aquelles arrels verbals en què la segona i tercera consonants radicals s'assemblaven, van anar d'altra banda modificades en analogia als verbs febles de segon tipus; procés ja iniciat des del mandeu clàssic.
Una gran i productiva varietat de verbs en mandeo es constitueixen d'un element verbal i un altre no verbal, els quals integren una sola unitat semàntica i sintàctica. L'element no verbal és moltes vegades un substantivo com, per exemple, əḇādā ‘acció’ en la composició əḇādā əḇad ~ əḇod (āḇed) ‘treballar o fer alguna cosa’, o un adjectiu com a həiānā ‘viu’, en la composició həiānā tammā ‘sobreviure’, encara que també pot ser una preposició com a qār ‘en', en la composició qār tammā ‘néixer en a.l.’. En moltes d'aquestes composicions, l'element verbal és un verb "breu", que solament serveix per introduir les inflexions verbals de persona, temps, manera i aspecte, no obstant això, en essència el seu significat es desprengui precisament de l'element no verbal, el qual sempre antecedeix al primer. Els verbs breus més usats són əḇad ~ əḇod (āḇed) ‘fer’, əhaḇ ~ əhoḇ (āheḇ) ‘donar’, məhā ~ məhi (māhi) ‘copejar’ i tammā ‘tornar-se’. Però malgrat que en el mandeo clàssic hi ha locucions verbals semblades a aquestes, moltes de les actuals en el mandeo modern són calcs de locucions perses, a més que bastants elements no verbals resulten ser préstecs àrabs o perses.

#### Parts principals
Les parts principals sobre les quals totes les formes inflexionades del verb es construeixen són: la base perfectiva (representada per la forma de la tercera persona masculina del singular del perfectiu), la base imperativa (representada per la forma masculina en singular de l'imperatiu) i la base imperfectiva (representada pel participi actiu en l'estat absolut). En el tronc verbal princepal, la segona síl·laba de la base perfectiva pot tenir alguna de les tres vocals temàtiques: /a/, /i/ i /o/. Els verbs transitius predominantment pertanyen a la primera base, que és la més comuna de les tres, mentre que les últimes dues típicament caracteritzen als verbs intransitius i d'estat. Els verbs transitius també es deriven en participis passius, els quals adopten les formes CəCil, ex. gəṭil ‘assassinat’ (m. sing.), f. sing. gəṭilā i pl. gəṭilen. El tronc-D està representat per un participi passiu, əmšabbā ‘lloat’, que pertany al tipus consonàntic d'arrel feble del 3.er tipus; i el tronc-C, per la seva banda, també, dt.ḥḇā ‘complert’.

#### Accidents

##### Gènere i nombre
Les formes flexionades dels verbs es produeixen per l'addició de sufixos personals a les parts essencials. Les formes donades en parèntesis van ser citades per Macuch, qui nota que van ser esporàdicament oposades i no consistentment empleades. Les formes plurals femenines no van estar presents en tots els textos recopilats per Häberl, la qual cosa possiblement signifiqui que el paradigma està en procés de ser assimilat a les formes masculines. Davant morfemes personals que comencen amb vocal, la vocal de la síl·laba que immediatament precedeix al sufix se suprimeix i l'anterior coda queda com el principi de la nova síl·laba. Recordant que l'addició del morfema pot fer també que l'accent canviï de lloc, resultant en la reducció de vocals en síl·labes pretòniques, assenyalat anteriorment. Els sufixos enclítics d'objecte, també tenen el mateix efecte en les síl·labes precedents, afectant la forma del morfema personal. Totes les formes imperfectives de la tercera persona adopten el morfema enclític d'objecte -l- davant el sufix d'objecte..॥॥ La consonant final del sufix personal de la tercera persona del plural -en sol assimilar-se als morfemes enclítics d'objecte, produint la forma -el(l)-. I també, davant sufixos d'objecte, els morfemes de la segona persona del singular i la primera del plural adopten les formes -āt- i -nan(n)-, respectivament.

##### Mode i aspecte
En el sistema verbal mandeu, l'aspecte és tan fonamental com el temps. Les formes flexionades derivades del participi són imperfectives i com a tals indiquen accions habituals, progressives o incoatives, així com accions futures des d'una perspectiva passada o present. I les formes perfectives no solament són pretèrites, sinó també estat-resultatives, la qual cosa és més evident en verbs que es relacionen a un canvi d'estat, ex. emḵtat ištā ‘ella ara està morta’, usant el perfectiu emṯ ~ moṯ (māyeṯ) de ‘morir’.
L'indicatiu es fa servir per afirmar o negar situacions tal qual, o bé, declarar opinions considerades com a certes. A més de ser la manera que es fa servir per fer preguntes i unes altres interrogants. Així que si el perfectiu, a causa de la seva particular naturalesa, fa referència a situacions que el parlant assegura, han ocorregut o no, aquest s'emmarca dins de l'indicatiu, a més de ser propi d'aquelles oracions condicionals explícitament contrafactuals, ex. agar an láhwit, lá-aṯṯat əl-yanqā ‘de no haver estat jo aquí, ella no hagués donat a llum al nen'. Mentre que, d'altra banda, el imperfectiu s'usa, però per descriure situacions que estan ocorrent en aquest mateix moment, han d'ocórrer o sobre les quals pot existir alguna incertesa o dubte. Quan un verb ve acompanyat del morfema qə-, aquest està en l'indicatiu, però quan no, està en subjuntiu, manera usada més comunament per expressar desitjos, possibilitats, obligacions, així com qualsevol altre enunciat que pugui ser contrari al fet present; i que, a més, com en els altres idiomes semítics, ha d'usar-se en comptes de l'imperatiu per a totes les ordres negatives i prohibicions.

##### Veu
En mandeu, la relació de l'acció o estat que el verb descriu en els seus arguments pot ser representada per alguna de les tres veus. Quan l'acció descrita pel verb és empresa pel seu subjecte gramatical, el verb es diu que està en la veu activa i que el subjecte gramatical és el seu agent. Els troncs-t, esmentats abans, expressen la veu mitjana. Els agents dels verbs d'aquests troncs són sintàcticament actius i intransitius, experimenten els resultats de les accions verbals com si fossin alhora pacients; i, sovint, l'acció del verb semblés ocórrer per si sola. Pel que aquest tipus de verbs se solen interpretar com si fossin veus passives sense agent o accions reflexives que el subjecte efectua sobre si mateix, ex. etḇer minni wuṣli ‘una peça que va ser trencada / es va trencar’. En la veu passiva, el subjecte gramatical del verb és el receptor (anomenat pacient) de l'acció descrita per aquell. Hi ha dues maneres en què es forma la veu passiva en mandeu: la passiva analítica, en la qual el participi passiu s'uneix amb el copulatiu i, la més usual, la passiva impersonal, en la qual es fa servir una forma impersonal de la tercera persona del plural, ex. əmaryon ‘és dit’, literalment ‘deien'.

## Sintaxi
El mandeu modern conserva l'ordre SVO de paraules del mandeu clàssic, malgrat la seva llarga estàdia en contacte amb el persa, el qual segueix la forma SOV de paraules. No obstant això, sigui típic que certs tòpics que vagin davant tendeixin a ofuscar l'ordre de les paraules. Les oracions simples consten d'un subjecte, el qual pot estar implicat en el verb, i un predicat, el qual és encapçalat per un verb o un copulatiu. Les formes independents del copulatiu introdueixen construccions predicades nominals i locatives, mentre que les formes enclítiques introdueixen adjectius predicats. Com en els altres idiomes semítics, el mandeu empra una construcció predicada locativa per expressar la noció de possessió. En el present, aquesta construcció fa ús de la forma independent de la partícula existencial iṯ que adopta la forma eh- unida a la preposició l- ‘a / para’, que, al seu torn, s'adapta als sufixos enclítics presentats en la taula 5, donant lloc a les formes ehli ‘ell té’ (lit. ‘hi ha per a ell'), ehla ‘ella té’, etc. En els altres temps, es val del verb copulatiu həwā ~ həwi (hāwi) en comptes de la partícula existencial, ex. agar pərāhā həwāli, turti zaḇnit ‘si tingués diners, hauria comprat una vaca’.
En les oracions coordinades s'uneixen dues o més oracions simples amb les conjuncions coordinants o ‘i’, ammā ‘però’, el ‘o’ i la correlativa -el… -el ‘tant… com’. Les oracions complexes es conformen d'una oració principal i una o més oracions subordinades introduïdes per un pronom relatiu, sempre que el referent de l'antecedent de l'oració sigui definit, ja que en cas de no ser-ho, es fa servir el pronom no relatiu. El pronom relatiu del mandeu clàssic d- no ha sobreviscut, perquè ha estat reemplaçat per illi, un préstec àrab que introdueix oracions relatives no restrictives, i ke, un préstec persa que introdueix oracions relatives restrictives, tots dos pronoms apareixen immediatament seguits de l'antecedent de l'oració. Els antecedents d'oracions relatives restrictives porten el morfema restrictiu –i, el qual s'assembla així solament al morfema indefinit, ex. ezgit dukkāni ke həzitu awwál ‘vaig ser als llocs que abans vaig veure’. Si l'antecedent és l'objecte de l'oració relativa, es representarà en l'oració relativa per un pronom relatiu reanudatiu, com en l'exemple (həzitu ‘jo els vaig veure’).

## Conclusió
El conjunt de característiques descrites prèviament suggereix que la gramàtica mandea és notablement conservadora amb relació a la seva similitud amb la de la llengua clàssica i que moltes de les característiques que distingeixen al primerenc del més tardà (en particular, la reestructuració de la morfologia nominal i el sistema verbal) són el resultat de desenvolupaments ja registrats en el mandeu clàssic i posclàssic. A diferència dels altres dialectes arameus contemporanis (amb excepció de l'arameu modern occidental), el mandeu modern és l'únic que conserva l'antiga conjugació semítica de sufixos (el perfectiu neomandeu). A més de les formes imperatives, la conjugació de prefixos (imperfecta del mandeu clàssic) ha estat substituïda per l'imperfectiu del mandeu modern, la qual cosa també ja s'havia presentat anteriorment en la llengua clàssica. Fins i tot el lèxic conserva en bona part el vocabulari de la llengua clàssica, perquè d'una llista de 207 termes més comuns que va elaborar Häberl, es va trobar que més del 85% igualment es trobava en la llengua clàssica i que el restant 15% provenia principalment de l'àrab i del persa. El mandeu actual ostenta una de les més llargues i considerables històries ininterrompudes de registre pel que fa a qualsevol altre dialecte arameu, a més de ser l'únic del que pot afirmar-se ser la versió moderna d'un dialecte arameu clàssic; raó per la qual revesteix un inapreciable valor potencial per l'elucidació de la tipologia dels dialectes arameus, així com per a l'estudi de les llengües semítiques en general.